# Quatuor à cordes no 3 de Koechlin
Pour les articles homonymes, voir Quatuor à cordes no 3.
Le Quatuor à cordes no 3, op. 72, est une œuvre de Charles Koechlin composée entre 1917 et 1921.

## Présentation
Le Quatuor à cordes no 3 de Koechlin est composé entre 1917 et 1921,.
L'œuvre consiste en un quatuor à cordes de « forme plus élaborée, d'écriture plus complexe que le Premier Quatuor », tout en étant « aussi attrayant ; la qualité de l'invention est plus caractéristique ». 
La partition est publiée par Senart en 1924 (rééditée par Salabert). 
Le Quatuor est créé par le Quatuor Pro Arte le 20 janvier 1924 à Mulhouse, puis donné à Paris, salle Érard, lors d'un concert de la Société musicale indépendante le 16 février 1925, par le Quatuor Krettly, avec Robert Krettly (violon), René Costard (violon), Georges Taine (alto) et Pierre Fournier (violoncelle),.

## Structure et analyse
Le Quatuor à cordes no 3, d'une durée moyenne d'exécution de quatorze minutes environ, comprend quatre mouvements, :
1. Très calme : intime et d'une sonorité douce et fluide, mouvement dont « la valeur expressive du sujet principal et les effets combinés des arabesques qui en constituent le sujet sont très intéressants[3] » ;
2. Scherzo : assez animé et très franchement rythmé, scherzo « spirituel et fantasque, d'une grande mobilité expressive, très caractéristique de l'auteur[2] », qui « regorge d'incidents, de fantaisie et d'aisance[7] » ;
3. Adagio : très clame et très égal, joué avec sourdines, court mouvement lent « très simple[7] » ;
4. Final : animé et gai. Presto non troppo, final « joyeux[7] » et « remarquable par [sa] simplicité d'écriture[2] ».

La pièce porte le numéro d'opus 72 dans le catalogue des œuvres de Charles Koechlin.

## Discographie
- Charles Koechlin : Quintette avec piano op. 80 et Quatuor no 3 op. 72, Quatuor Antigone, Ar Re-Se, 2009[8].

### Ouvrages généraux
- Michel Dimitri Calvocoressi et Michel Fleury, « Koechlin, Charles », dans Walter Willson Cobbett et Colin Mason (dir.), Dictionnaire encyclopédique de la musique de chambre, vol. II : K–Z, Paris, Éditions Robert Laffont, coll. « Bouquins », 1999 (1re éd. 1929), 1627 p. (ISBN 2-221-07848-9), p. 836-840.
- François-René Tranchefort, « Charles Koechlin », dans François-René Tranchefort (dir.), Guide de la musique de chambre, Paris, Fayard, coll. « Les Indispensables de la musique », 1989, 995 p. (ISBN 2-213-02403-0), p. 506–510.

### Monographies
- Aude Caillet, Charles Koechlin : L'Art de la liberté, Anglet, Séguier, coll. « Carré Musique », 2001, 214 p. (ISBN 2-84049-255-5).
- Robert Orledge, Charles Koechlin (1867-1950) His Life and Works, Harwood Academic Publishers, 1989, 457 p. (ISBN 3-7186-4898-9).